# 날씨를 알려주는 돌

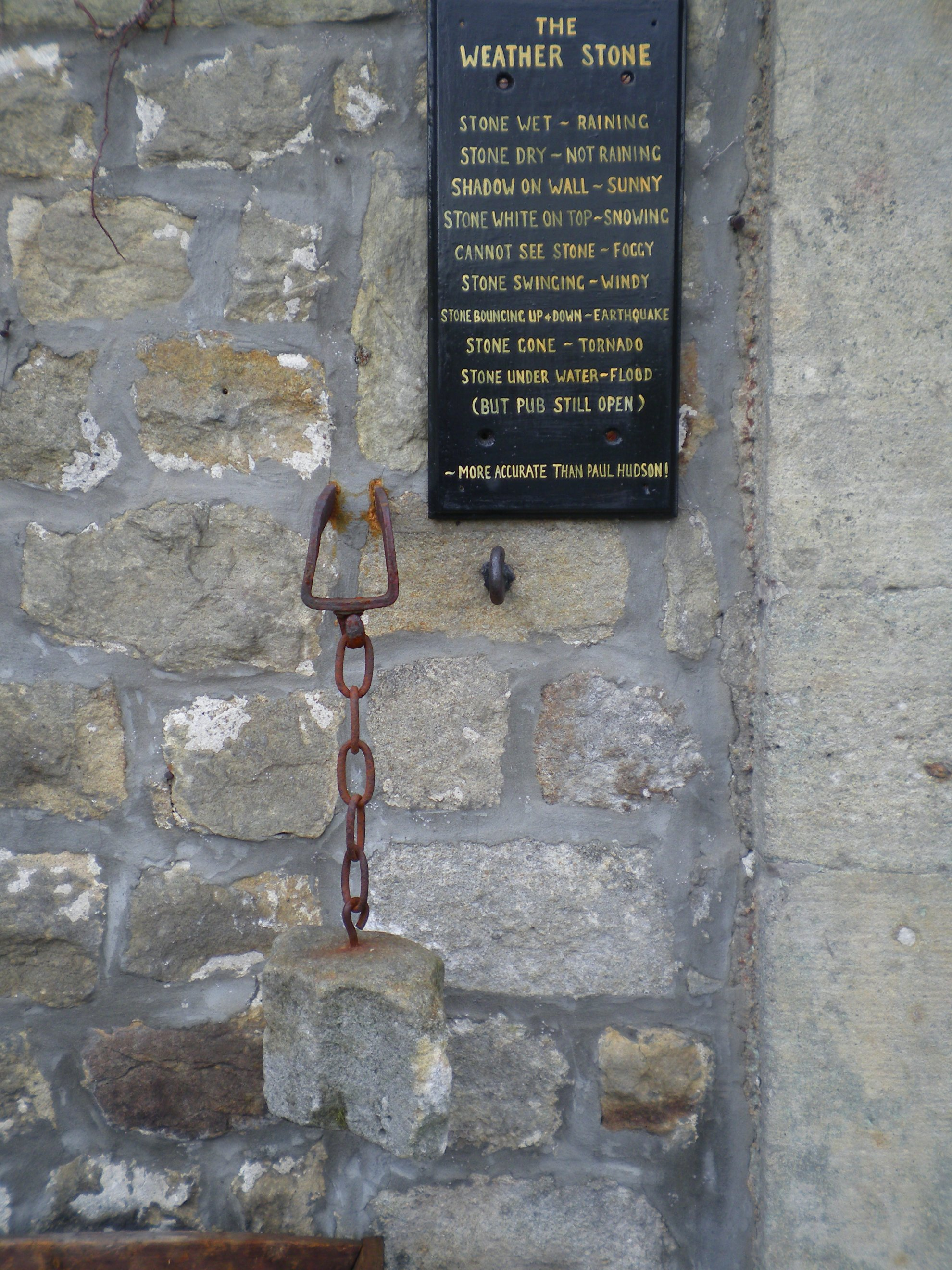
Craven Arms 펍과 크런 헛간, Barden, Craven, North Yorkshire에 있는 날씨를 알려주는 돌

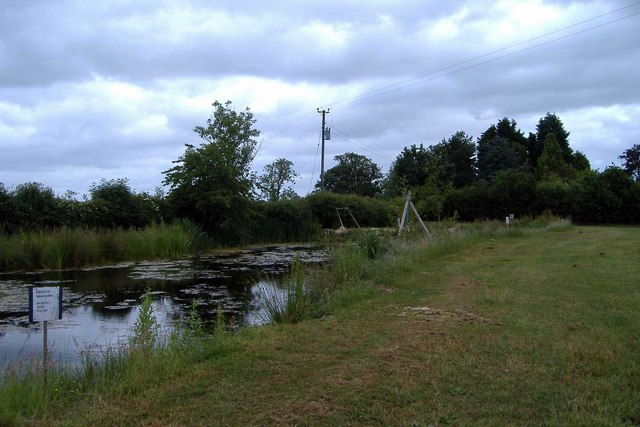
킨제이 히스, 자연 보호구에 연못 Audlem, 체셔 삼각대, 어떤에서 날씨 바위 중단

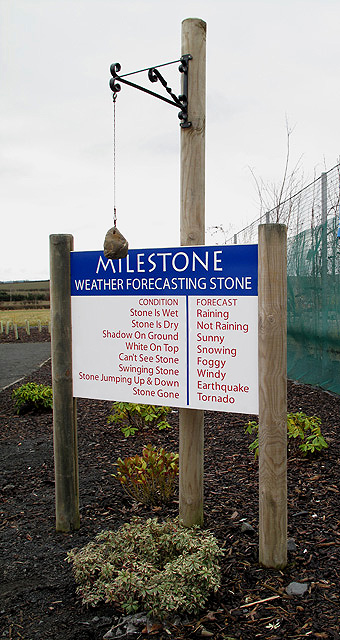
마일스톤 일기 예보 돌멩이, Newtown St Boswells, 스코틀랜드 국경

날씨를 알려주는 돌 또는 날씨 돌멩이는 현대 일기 예보에 사용된 복잡한 기술과 정확성이 완벽하지 않다는 사실을 재미있게 보여주는 조형물이다. 일반적으로 삼각대에 매달려 있으며, 읽는 방법을 나타내는 표시가 붙어 있다.

## 날씨를 알려주는 돌로 날씨를 분석하는 방법
날씨를 알려주는 돌을 읽는 방법의 일부는 아래와 같다.
- 바위가 젖으면 비가 내린다.
- 바위가 흔들리면 바람이 분다.
- 바위가 그림자를 드리우면 태양이 빛나고 있다.
- 바위가 그림자를 드리우지 않고 젖지 않으면 하늘이 흐려진다.
- 바위가 잘 보이지 않으면 안개다.
- 바위가 흰색이면 눈이 내린다.
- 바위가 얼음으로 덮여 있으면 서리가 있다.
- 바위에 얼음이 두꺼우면 서리가 내린다.
- 바위가 흔들리는 경우 지진이 발생한다.
- 바위가 물 속에 있으면 홍수가 있다.
- 바위가 따뜻하면 화창하다.
- 바위가 없으면 토네이도가 있었다.
- 바위가 젖고 많이 흔들리면 허리케인이 있다.
- 바위를 만질 수는 있지만 볼 수는 없다면 밤이다.

날씨를 알려주는 돌멩이에는 때때로 "날씨를 알려주는 돌멩이를 훼손하지 마십시오. 정밀하게 조정된 장비입니다!"와 같은 시스템의 적절한 유지 관리 규칙이 포함된다.

## 문구 변형
특정 상황에서 문자열은 다음과 같이 말할 수 있다.
- 끈에 불이 붙으면 산불이 발생한다.
- 줄을 자르면 웬디고가 지나갔다.

## 위치
날씨 암석은 전 세계에 있다. 몇 가지 예는 다음과 같다.
- 뉴욕 주둔 미군 기지인 포트 드럼 (Fort Drum)의 기상 암[2]

- 캠프 로타리의 자연 지역에서 미시간주 클레어에 있는 보이스카우트 여름 캠프

- 캠프 울프 보로, 캘리포니아 아놀드에 있는 보이 스카우트 여름 캠프

- 캘리포니아 타호호 근처의 도너 패스 유적지

- 센트럴 일리노이의 블루밍턴 동물원

- 오레곤 주 진달래에서 10번 도로의 지그재그 강 근처

- Pancake Bay Trading Post의 Pancake Bay Provincial Park 근처, 캐나다 온타리오

- 에드워즈 공군기지 근처의 유명한 우주비행사 행 아웃인 도밍고의 멕시코 및 해산물 레스토랑 앞에 있는 캘리포니아 붕소

- 오하이오주 켄싱턴의 7 개의 보이스카우트

- 오하이오주 웨이크먼의 Firelands 스카우트

- 오스트레일리아 뉴 사우스 웨일스 Lithgow에 있는 McDonald 's 레스토랑 외부

- 호주 NSW의 Tenterfield

- 오스트 도프, 네덜란드

- 베수 비우스, 버지니아의 자연 캠프

- 호프 마스터 주립 공원 근처, 미시간주 스프링 레이크 의 폰타 루나로드에 있는 Whippi Dip 아이스크림 가게

- 랍스터 냄비 차 객실의 섬에 Berneray에서 아우터헤브리디스, 스코틀랜드

- 버지니아 비치에서 Lynnhaven 입구 낚시 부두

- 더 할 야드 호텔- 포트 알프레드, 남아프리카

- 아칸소 하디 의 기아 키마 스카우트